# Сантьяго Ланхе
Сантья́го Ла́нхе  (ісп. Santiago Lange, 22 вересня 1961) — аргентинський яхтсмен, олімпійський чемпіон та медаліст.

## Виступи на Олімпіадах
| Олімпіада    | Дисципліна | Місце |
| ------------ | ---------- | ----- |
| Сеул 1988    | Солінг     | 9     |
| Атланта 1996 | Фін        | 9     |
| Сідней 2000  | Торнадо    | 10    |
| Афіни 2004   | Торнадо    | 3     |
| Пекін 2008   | Торнадо    | 3     |
| Ріо 2016     | Накра-17   | 1     |